# Golden Ears (pont)
Le Golden Ears, officiellement Golden Ears Bridge, est un pont à haubans à six voies sur le Fraser à l'est de la région de Vancouver dans la province de Colombie-Britannique au Canada. Mis en service en 2009, il relie la rive sud du fleuve, qui abrite les villes de Langley et de Surrey, avec la rive nord où se trouvent Maple Ridge et Pitt Meadows.
La construction a officiellement débutée en juin 2006 et sa mise en service a eu lieu le 14 juin 2009 pour les piétons et le 26 juin pour les véhicules routiers. Le pont a entrainé la création de 14 kilomètres de nouvelles voies routières.
Le projet a été conduit par TransLink (officiellement South Coast British Columbia Transportation Authority) l'organisation responsable des transports dans la région de Vancouver notamment les transports publics (ferrys SeaBus, SkyTrain...) et les principaux ouvrages d'art (routes, ponts...).
Un symbole a été attribué au pont, il s'agit de l'aigle. Ce symbole est utilisé comme logo du projet et il est également présent aux entrées du pont qui sont décorées de plusieurs statues métalliques différentes représentant des aigles aux ailes déployées.

## Nom du pont
Golden Ears (littéralement : « oreilles d'or ») est le nom d'une chaîne de montagne de la Colombie-Britannique (ainsi que du parc provincial qui la recouvre). Ce massif montagneux s'appelait originellement Golden Eyries ou Golden Aeries, toponymes se rapportant en fait à l'aire (c'est-à-dire le nid) de l'aigle royal (Golden Eagle).